# 大德 (西夏)
大德（西夏文：𘜶𗣼，1135年—1139年）是西夏崇宗李乾顺的第八个年號，共5年。大德五年六月李仁孝即位沿用。
今有出土西夏官印，印文為「大德乙卯元年」、「大德四年」、「大德五年」，則元年為辛巳年，即1101年，使用至五年，即1139年。

## 改元
- 1135年——改元大德。[2][4][5]
- 1139年——六月四日，李乾顺去世，李仁孝即位。
- 1140年——改元大慶。[2][5]

## 纪年對照表
| 大德 | 元年   | 二年   | 三年   | 四年   | 五年   |
| ---- | ------ | ------ | ------ | ------ | ------ |
| 公元 | 1135年 | 1136年 | 1137年 | 1138年 | 1139年 |
| 干支 | 乙卯   | 丙辰   | 丁巳   | 戊午   | 己未   |

## 同期存在的其他政权年号
- 中國
  - 绍兴（1131年－1162年）：宋—宋高宗赵构之年号
  - 阜昌（1130年－1137年）：宋時期—劉豫之年號
  - 大聖天王（1133年－1135年）：宋時期—杨幺之年號
  - 康國（1134年－1143年）：西遼—遼德宗耶律大石之年號
  - 天會（1123年－1137年）：金—金太宗吳乞買、金熙宗完颜亶之年號
  - 天眷（1138年－1140年）：金—金熙宗完颜亶之年號
  - 保天（1129年－1137年）：大理—段正嚴之年號
  - 廣運（1138年－1147年）：大理—段正嚴之年號
- 越南
  - 天彰寶嗣（1133年－1138年）：李朝—李陽煥之年號
  - 紹明（1138年－1140年）：李朝—李天祚之年號
- 日本
  - 長承（1132年－1135年）: 崇德天皇之年号
  - 保延（1135年－1141年）：崇德天皇之年号

## 深入閱讀
- 李崇智. . 北京: 中華書局. 2004年12月. ISBN 7101025129.
- 鄧洪波.  (pdf). 臺北: 國立臺灣大學東亞經典與文化研究計劃. 2005年3月  [2021-12-13]. ISBN 9789860005189. （原始内容存档于2007-08-25）.
- 長部和雄.  (pdf). 東京: 京都大學. 1933年7月1日  [2021年12月13日]. ISBN. （原始内容存档 (PDF)于2021年12月9日）.
- 長部和雄.  (PDF). 東京: 京都大學. 1933年10月1日  [2021年12月18日]. ISBN. （原始内容 (pdf)存档于2021年12月18日）.

## 參看
- 中國年號索引
- 其他政权使用的大德年号

| 前一年號： 正德 | 西夏年號 | 下一年號： 大庆 |